# Републикански път III-761
Републикански път IIІ-761 е третокласен път, част от Републиканската пътна мрежа на България, преминаващ изцяло по територията на Хасково. Дължината му е 38 km.
Пътят се отклонява наляво при 3,6 km на Републикански път II-76 в северната част на село Княжево и се насочва на юг през Сремския пролом на река Тунджа. След разклона за село Срем излиза от пролома, минава през село Устрем и навлиза в източните ниски части на Сакар планина. След като премине през село Радовец асфалтовото покритие свършва и на протежение от около 7 km представлява полски (горски) път до село Варник. След Варник пътят отново е с асфалтова покривка и завършва при село Маточина в близост до границата с Турция.
В село Устрем, при 13,9 km надясно се отделя III-7612 (21,9 km), който през селата Планиново и Дервишка могила достига до 12 km на Републикански път III-5507.
| Пътища, отклоняващи се надясно (населено място, № на пътя, посока на пътя) | km   | Пътища, отклоняващи се наляво (посока на пътя, № на пътя, населено място) |
| -------------------------------------------------------------------------- | ---- | ------------------------------------------------------------------------- |
| Община Тополовград, II-76, 3,6 km, с. Княжево ←                            | 0,0  | ← с. Княжево, 3,6 km, II-76, Община Тополовград                           |
|                                                                            | 10,2 | → общински път (за с. Срем)                                               |
| (от с. Полски Градец) III-559, 36,8 km →                                   | 12,7 |                                                                           |
| (до 12 km на III-5507) III-7612, 0 km, с. Устрем ←                         | 13,9 | с. Устрем                                                                 |
| (от 176,9 km на II-55) III-5507, 26,3 km, с. Радовец →                     | 26,5 | с. Радовец                                                                |
|                                                                            | 27,3 | → общински път (за с. Филипово)                                           |
| Община Свиленград                                                          | 32,8 | Община Свиленград                                                         |
| (от гр. Свиленград) III-5509, 34,9 km, с. Варник →                         | 34,2 | с. Варник                                                                 |
| с. Маточина                                                                | 38   | с. Маточина                                                               |